# Baesuk
El baesuk (배숙; pronunciació coreana: [pɛ.suk]) és una varietat de hwachae, un ponx tradicional de fruita coreà elaborat amb bae (배, pera asiàtica), grans de pebre negre, gingebre, mel o sucre i aigua. Originalment se servia a la cuina de la cort reial coreana, per la qual cosa no es va popularitzar fins a mitjan segle xx. Al baesuk també se l'anomena isuk, i ambdues paraules signifiquen literalment «pera cuita» en coreà.
Juntament amb el sujeonggwa (ponx de caqui), el baesuk es considera una beguda representativa de Corea. Per la semblança entre ambdues, al baesuk se l'anomena de vegades baesujeonggwa (배수정과). Acostuma a servir-se com a postres i també es considera un bon remei per al refredat comú. És molt popular a Corea del Sud pel seu sabor moderadament dolç i la facilitat en la seva preparació.

## Preparació
Per elaborar-ho es talla una pera pelada en diversos trossos petits o làmines perquè sigui fàcil de menjar o es prepara sencera, llavors se li claven normalment tres grans de pebre negre i es fa bullir en l'aigua amb els demes ingredients. En el cas de cuinar la pera nashi sencera, al plat se l'anomena hyangseolgo (향설고), utilitzant-se aleshores la varietat més dura i àcida, la munbae (문배, Pyrus ussuriensis var. seoulensis).
Els trossos s'escalfen a foc lent amb gingebre en trossos i sucre o mel fins que s'estoven. Després de retirar-los del foc, es treu el gingebre i la mescla es posa a refredar. El baesuk s'aboca en un bol de vidre per a hwachae i s'amaneix amb pinyons molts. Pot servir-se barrejat amb una mica de yujajeub (유자즙, suc de yuzu). El baesuk és una recepta de temporada que se sol prendre freda com tots els altres hwachae; acostuma a preparar-se i prendre's a l'estiu o pel Chuseok (festa coreana de meitat de la tardor), però també pot servir-se calent.